# S.W.A.T.: Огненная буря
«S.W.A.T.: Огненная буря» (англ. S.W.A.T.: Firefight) — криминальный триллер режиссёра Бенни Бума. Является продолжением фильма 2003 года, основан на телесериале 1975 года с одноимённым названием. Мировая премьера прошла 1 марта 2011 года.

## Сюжет
Сержант Пол Катлер отряда S.W.A.T. Лос-Анджелесского департамента полиции считается одним из лучших в своём деле, за десятилетнюю службу он не потерял ни одного заложника. После очередного успешного задания, где он арестовал нескольких наркодельцов, захвативших юнцов на вечеринке начальство посылает его в командировку в Детройт, где он должен подготовить и аттестовать (по программе освобождения заложников ФБР) местный отряд S.W.A.T. Прибыв в Детройт, своевольный Катлер требует у инспектора Холландера полное командование над отрядом. 
Однако первая миссия под его командованием заканчивается провалом. Прибыв в офис, спецназ разоружает Уолтера Хатча и освобождают его подругу, которую он удерживал в заложниках. Однако освобождённая заложница завладевает пистолетом офицера Келога и требует от спецназа, чтобы те убили Хатча. Получив отказ, она пускает пулю в голову. Вскоре Хатча отпускают под залог, несмотря на протесты Катлера, считающего его одержимым. 
Катлер выгоняет из отряда Келога, который переходит в отряд «Чарли» и призывает на помощь свою однополчанку по Ираку снайпера Лори Бартон.  До аттестации остаётся несколько дней. Хатч начинает преследовать Катлера, угрожая похитить его возлюбленную полицейского психолога Ким Байерс.  Хатч вызывает Катлера в дом, где живут посторонние люди а сам минирует его машину.  
В полицейское управление прибывают два агента некоей спецслужбы Госдепартамента, которые забирают Хатча, заявив, что он их коллега. Одержимый Хатч расстреливает своих коллег и захватывает Байерс, подстрелив по пути офицера Манди. Холландер требует, чтобы Катлер покинул Детройт. Тем временем Хатч с помощью сообщника подстраивает ловушку в заброшенном здании, где должна была пройти аттестация и захватывает троих бойцов команды S.W.A.T. Он требует, чтобы Катлер явился туда. В отчаянной схватке Катлер ликвидирует маньяка и его сообщника, потеряв при этом одного бойца. Катлер аттестует бойцов команды, Байерс соглашается уехать с ним в Лос-Анджелес.

## В ролях
| Актёр              | Роль               |
| ------------------ | ------------------ |
| Гэбриел Махт       | сержант Пол Катлер |
| Роберт Патрик      | Уолтер Хатч        |
| Кристанна Локен    | Роза Уолкер        |
| Шеннон Кэйн        | Лори Бартон        |
| Николас Гонсалес   | Джастин Киллогг    |
| Карли Поуп         | Ким Бирс           |
| Джанкарло Эспозито | инспектор Холандер |
| Кевин Филлипс      | Кайл Уоттерс       |
| Мэтт Бушнелл       | Дэнни Стектон      |
| Джино Энтони Песи  | Уэйн Уолпорт       |